# Phlebozemia argyraetha
Phlebozemia argyraetha är en fjärilsart som beskrevs av Diakonoff 1983. Phlebozemia argyraetha ingår i släktet Phlebozemia och familjen vecklare. Inga underarter finns listade i Catalogue of Life.